# 系统F
系统F，也叫做多态lambda演算或二阶lambda演算，是有类型lambda演算。它由逻辑学家Jean-Yves Girard和计算机科学家John C. Reynolds独立发现的。系统F形式化了编程语言中的参数多态的概念。
正如同lambda演算有取值于（range over）函数的变量，和来自它们的粘合子（binder）；二阶lambda演算取值自类型，和来自它们的粘合子。
作为一个例子，恒等函数有形如A→ A的任何类型的事实可以在系统F中被形式化为判断
{\displaystyle \vdash \Lambda \alpha .\lambda x^{\alpha }.x:\forall \alpha .\alpha \to \alpha }
这里的α是类型变量。
在Curry-Howard同构下，系统F对应于二阶逻辑。
系统F，和甚至更加有表达力的lambda演算一起，可被看作Lambda立方体的一部分。

## 逻辑和谓词
布尔类型被定义为：
{\displaystyle \forall \alpha .\alpha \to \alpha \to \alpha }，这里的α是类型变量。这产生了下列对布尔值TRUE和FALSE的两个定义：
TRUE := {\displaystyle \Lambda \alpha .\lambda x^{\alpha }\lambda y^{\alpha }.x}
FALSE := {\displaystyle \Lambda \alpha .\lambda x^{\alpha }\lambda y^{\alpha }.y}
接着，通过这两个λ-项，我们可以定义一些逻辑算子：
AND := {\displaystyle \lambda x^{Boolean}\lambda y^{Boolean}.((x(Boolean))y)FALSE}
OR := {\displaystyle \lambda x^{Boolean}\lambda y^{Boolean}.((x(Boolean))TRUE)y}
NOT := {\displaystyle \lambda x^{Boolean}.((x(Boolean))FALSE)TRUE}
实际上不需要IFTHENELSE函数，因为你可以只使用原始布尔类型的项作为判定（decision）函数。但是如果需要一个的话：
IFTHENELSE := {\displaystyle \Lambda \alpha .\lambda x^{Boolean}\lambda y^{\alpha }\lambda z^{\alpha }.((x(\alpha ))y)z}
谓词是返回布尔值的函数。最基本的谓词是ISZERO，它返回TRUE当且仅当它的参数是邱奇数 0:
ISZERO := λ n. n (λ x. FALSE) TRUE

## 系统F结构
系统F允许以同Martin-Löf类型论有关的自然的方式嵌入递归构造。抽象结构（S）是使用构造子建立的。有函数被定类型为：
{\displaystyle K_{1}\rightarrow K_{2}\rightarrow \dots \rightarrow S}
当{\displaystyle S}自身出现类型{\displaystyle K_{i}}中的一个内的时候递归就出现了。如果你有{\displaystyle m}个这种构造子，你可以定义{\displaystyle S}为：
{\displaystyle \forall \alpha .(K_{1}^{1}[\alpha /S]\rightarrow \dots \rightarrow \alpha )\dots \rightarrow (K_{1}^{m}[\alpha /S]\rightarrow \dots \rightarrow \alpha )\rightarrow \alpha }
例如，自然数可以被定义为使用构造子的归纳数据类型{\displaystyle N}
{\displaystyle {\mathit {zero}}:\mathrm {N} }
{\displaystyle {\mathit {succ}}:\mathrm {N} \to \mathrm {N} }
对应于这个结构的系统F类型是
{\displaystyle \forall \alpha .\alpha \to (\alpha \to \alpha )\to \alpha }。这个类型的项由有类型版本的邱奇数构成，前几个是：
0 := {\displaystyle \Lambda \alpha .\lambda x^{\alpha }.\lambda f^{\alpha \to \alpha }.x}
1 := {\displaystyle \Lambda \alpha .\lambda x^{\alpha }.\lambda f^{\alpha \to \alpha }.fx}
2 := {\displaystyle \Lambda \alpha .\lambda x^{\alpha }.\lambda f^{\alpha \to \alpha }.f(fx)}
3 := {\displaystyle \Lambda \alpha .\lambda x^{\alpha }.\lambda f^{\alpha \to \alpha }.f(f(fx))}
如果我们反转curried参数的次序（比如{\displaystyle \forall \alpha .(\alpha \to \alpha )\to \alpha \to \alpha }），则{\displaystyle n}的邱奇数是接受函数f作为参数并返回f的n次幂的函数。就是说，邱奇数是一个高阶函数 -- 它接受一个单一参数函数f，并返回另一个单一参数函数。

## 用在编程语言中
本文用的系统F版本是显式类型的，或邱奇风格的演算。包含在λ-项内的类型信息使类型检查直接了当。Joe Wells（1994）设立了一个"难为人的公开问题"，证明系统  F的Curry-风格的变体是不可判定的，它缺乏明显的类型提示。 
Wells的结果暗含着系统F的类型推论是不可能的。一个限制版本的系统F叫做"Hindley-Milner"，或简称"HM"，有一个容易的类型推论算法，并用于了很多强类型的函数式编程语言，比如Haskell和ML。